# روبرت لوري (سياسي أمريكي)
روبرت لوري (بالإنجليزية: Robert Lowry)‏ هو محامي وقاضي وسياسي أمريكي، ولد في 2 أبريل 1824 في المملكة المتحدة، وتوفي في 27 يناير 1904 في فورت واين في الولايات المتحدة. حزبياً، نشط في الحزب الديمقراطي. وقد انتخب عضو مجلس النواب الأمريكي.